# Бичек Костянтин Романович
Костянти́н Рома́нович Би́чек (нар. 21 квітня 2000, Біла Церква, Київська область, Україна) — український футболіст, атакувальний півзахисник «Оболоні».

## Життєпис
У ДЮФЛУ виступав за ірпінську ДЮСШ, КДЮСШ (Щасливе) та кропивницьку «Зірку», загалом провівши за ці команди 68 матчів, у яких відзначився 10 голами.
У 2017 році став гравцем «Олімпіка», в складі якого виступав у юнацькому та молодіжному чемпіонатах України.
Під час зимової перерви в сезоні 2018/19 перейшов до львівських «Карпат», граючи спочатку за юнацьку і молодіжну команди львів'ян, а з наступного сезону — виключно за «молодіжку». Після вильоту «Карпат» з Прем'єр-ліги переведений до першої команди. У футболці львівського клубу дебютував 20 березня 2021 року в програному (2:4) виїзному поєдинку 13-го туру групи А Другої ліги України проти вінницької «Ниви». Костянтин вийшов на поле в стартовому складі та відіграв увесь матч. Першим голом у дорослому футболі відзначився 14 квітня 2021 року на 86-ій хвилині програного (1:3) домашнього поєдинку 17-го туру групи А Другої ліги України проти галицьких «Карпат». Бичек вийшов на поле в стартовому складі та відіграв увесь матч. У сезоні 2020/21 років зіграв 11 матчів у Другій лізі України, в яких відзначився 3-ма голами.
Наприкінці липня 2021 року вільним агентом перебрався в тернопільську «Ниву». У складі тернополян дебютував 1 серпня 2021 року в програному (0:1) виїзному поєдинку 2-го туру Першої ліги України проти криворізького «Кривбасу». Костянтин вийшов на поле на 73-ій хвилині, замінивши Ігора Гаталу. Дебютним голом у Першій лізі відзначився 23 серпня 2021 року на 19-ій хвилині переможного (2:1) виїзного поєдинку 5-го туру проти кременчуцького «Кременя». Бичек вийшов на поле в стартовому складі, а на 75-ій хвилині його замінив Сергій Кисленко.
15 серпня 2022 перейшов до харківського «Металіста 1925». Сума трансферу гравця за домовленістю команд не розголошується.